# Vilhjálmur Einarsson
Vilhjálmur Einarsson   (Reyðarfjörður, 5 de juny de 1934 - Reykjavík, 28 de desembre de 2019) fou un atleta islandès, especialista en el triple salt i salt de llargada, que va competir durant les dècades de 1950 i 1960. El 1956 aconseguí la primera medalla olímpica per part d'un esportista islandès. Era el pare del també atleta Einar Vilhjálmsson.
El 1956 va prendre part en els Jocs Olímpics d'Estiu de Melbourne, on guanyà la medalla de plata en la prova del triple salt del programa d'atletisme, rere el brasiler Adhemar da Silva. Aquesta fou la primera medalla olímpica aconseguida per un esportista islandès. Quatre anys més tard, als Jocs de Roma, va disputar dues proves del programa d'atletisme. Fou cinquè en el triple salt, mentre en el salt de llargada quedà eliminat en sèries.
En el seu palmarès també destaca una medalla de bronze en el triple salt al Campionat d'Europa d'atletisme de 1958. Va establir nombrosos rècords islandesos en el triple salt i el salt de llargada. Va ser nomenat esportista islandès de l'any cinc vegades, més vegades que cap altre esportista.
Va estudiar als Estats Units, al Dartmouth College. Vilhjálmur també va ser director de tres escoles, on va treballar com a professor de matemàtiques.

## Millors marques
- Salt de llargada. 7.46 metres (1957)
- Triple salt. 16.70 metres (1960)[6]